# باشاغا
الباشاغا أو الباش آغا في إيالة الجزائر كان لقبًا لمسؤول كبير في التسلسل الإداري.

## أصل الكلمة
الكلمة استعارها الجزائريون من اللغة التركية العثمانية خلال الحكم العثماني للجزائر بين القرن السادس والقرن التاسع عشر، وهي مكونة من باش، ”رئيس“، وآغا، ”رئيس“.
يتم تبسيطها أحياناً إلى باشاغا (مثل الباشاغا المقراني)

## إبان الاحتلال الفرنسي للجزائر
في التسلسل الهرمي للقيادات الفرنسية، يقع الباشاغا فوق الآغا، الذي بدوره فوق القائد البسيط.